# E-Prix di Berlino 2016
L'E-Prix di Berlino 2016 è stata l'ottava prova del campionato di Formula E 2015-2016.

## Prima della gara

### Circuito
A seguito della donazione dell'aeroporto di Tempelhof ai profughi, la sede dell'E-Prix è stata spostata nelle strade di Berlino.

### Piloti
Il Team Aguri ha ingaggiato il tedesco René Rast, a seguito dell'impegno di Da Costa nel DTM.

### Fanboost
Il fanboost è stato vinto da Sébastien Buemi, Nick Heidfeld e Stéphane Sarrazin.

## Risultati

### Qualifiche
| Pos. | Nº | Pilota              | Squadra                   | Q1     | Q2     | Griglia |
| ---- | -- | ------------------- | ------------------------- | ------ | ------ | ------- |
| 1    | 25 | Jean-Éric Vergne    | DS Virgin Racing          | 57.603 | 57.811 | 1       |
| 2    | 9  | Sébastien Buemi     | Renault e.Dams            | 57.322 | 57.827 | 2       |
| 3    | 66 | Daniel Abt          | ABT Schaeffler Audi Sport | 57.798 | 57.852 | 3       |
| 4    | 2  | Sam Bird            | DS Virgin Racing          | 57.838 |        | 4       |
| 5    | 1  | Nelson Piquet Jr.   | NEXTEV TCR                | 58.026 |        | 5       |
| 6    | 8  | Nicolas Prost       | Renault e.Dams            | 58.028 |        | 6       |
| 7    | 88 | Oliver Turvey       | NEXTEV TCR                | 58.118 |        | 7       |
| 8    | 11 | Lucas Di Grassi     | ABT Schaeffler Audi Sport | 58.183 |        | 8       |
| 9    | 6  | Loïc Duval          | Dragon Racing             | 58.298 |        | 9       |
| 10   | 28 | Simona de Silvestro | Andretti                  | 58.654 |        | 10      |
| 11   | 12 | Mike Conway         | Venturi                   | 58.687 |        | 11      |
| 12   | 27 | Robin Frijns        | Andretti                  | 58.742 |        | 12      |
| 13   | 55 | René Rast           | Team Aguri                | 58.756 |        | 13      |
| 14   | 77 | Ma Qing Hua         | Team Aguri                | 59.301 |        | 14      |
| SQ   | 21 | Bruno Senna         | Mahindra Racing           | 57.591 | 58.303 | 15      |
| SQ   | 23 | Nick Heidfeld       | Mahindra Racing           | 57.736 | 59.085 | 16      |
| SQ   | 4  | Stéphane Sarrazin   | Venturi                   | 58.740 |        | 17      |
| SQ   | 7  | Jérôme d'Ambrosio   | Dragon Racing             | 58.501 |        | 18      |

### Gara
| Pos. | Nº | Pilota              | Squadra                   | Giri | Tempo/Ritiro | Griglia | Punti |
| ---- | -- | ------------------- | ------------------------- | ---- | ------------ | ------- | ----- |
| 1    | 9  | Sébastien Buemi     | Renault e.Dams            | 48   | 53:46.086    | 2       | 25    |
| 2    | 66 | Daniel Abt          | ABT Schaeffler Audi Sport | 48   | +1.767       | 3       | 18    |
| 3    | 11 | Lucas Di Grassi     | ABT Schaeffler Audi Sport | 48   | +2.381       | 8       | 15    |
| 4    | 8  | Nicolas Prost       | Renault e.Dams            | 48   | +3.328       | 6       | 12    |
| 5    | 25 | Jean-Éric Vergne    | DS Virgin Racing          | 48   | +4.927       | 1       | 13    |
| 6    | 27 | Robin Frijns        | Andretti                  | 48   | +6.501       | 12      | 8     |
| 7    | 23 | Nick Heidfeld       | Mahindra Racing           | 48   | +7.700       | 16      | 6     |
| 8    | 12 | Mike Conway         | Venturi                   | 48   | +8.305       | 11      | 4     |
| 9    | 28 | Simona de Silvestro | Andretti                  | 48   | +12.473      | 10      | 2     |
| 10   | 4  | Stéphane Sarrazin   | Venturi                   | 48   | +13.241      | 17      | 1     |
| 11   | 2  | Sam Bird            | DS Virgin Racing          | 47   | +1 giro      | 4       |       |
| 12   | 88 | Oliver Turvey       | NEXTEV TCR                | 47   | +1 giro      | 7       |       |
| 13   | 1  | Nelson Piquet Jr.   | NEXTEV TCR                | 47   | +1 giro      | 5       |       |
| 14   | 77 | Ma Qing Hua         | Team Aguri                | 47   | +1 giro      | 14      |       |
| 15   | 21 | Bruno Senna         | Mahindra Racing           | 46   | +2 giri      | 15      | 2     |
| 16   | 7  | Jérôme d'Ambrosio   | Dragon Racing             | 45   | +3 giri      | 18      |       |
| NC   | 55 | René Rast           | Team Aguri                | 42   | +6 giri      | 13      |       |
| Rit  | 6  | Loïc Duval          | Dragon Racing             | 39   | Incidente    | 9       |       |

## Classifiche

### Piloti
|  | Pos. | Pilota            | Punti |
|  | ---- | ----------------- | ----- |
|  | 1    | Lucas Di Grassi   | 141   |
|  | 2    | Sébastien Buemi   | 140   |
|  | 3    | Sam Bird          | 82    |
|  | 4    | Jérôme d'Ambrosio | 64    |
|  | 5    | Nicolas Prost     | 62    |

### Squadre
|  | Pos | Squadra                   | Punti |
|  | --- | ------------------------- | ----- |
|  | 1   | Renault e.Dams            | 202   |
|  | 2   | ABT Schaeffler Audi Sport | 191   |
|  | 3   | DS Virgin Racing          | 119   |
|  | 4   | Dragon Racing             | 112   |
|  | 5   | Mahindra Racing           | 73    |